# Dypsis albofarinosa
Espèce
Statut de conservation UICN

 CR B1ab(v)+2ab(v); D : 
En danger critique
Dypsis albofarinosa est une espèce de palmiers (Arecaceae), endémique de Madagascar. En 2012 elle est considérée par l'IUCN comme une espèce en danger critique d'extinction.